# Les Blousons noirs de la chanson
Pour les articles homonymes, voir Blouson noir et Teddy Boy (homonymie).
Pour plus de détails, voir Fiche technique et Distribution.
Les Blousons noirs de la chanson (I Teddy boys della canzone) est un film musical italien sorti en 1960 réalisé par Domenico Paolella.

## Synopsis
Un groupe de jeunes qui aspirent à devenir chanteurs à succès installent un émetteur de télévision pirate et arrivent à se produire à l'antenne. Ils sont plébiscités par le public. Le succès des émissions augmente et le directeur de la télévision d'état, qui a réussi à localiser leur refuge, au lieu de les faire arrêter, les récompensera en les engageant comme directeurs de la deuxième chaîne.

## Fiche technique
- Titre français : Les Blousons noirs de la chanson[2]
- Titre original : I Teddy boys della canzone
- Réalisation : Domenico Paolella
- Scénario : Sergio Sollima, Giuseppe Mangione, Marcello Ciorciolini, Edoardo Anton
- Photographie : Raffaele Masciocchi
- Montage : Cleofe Conversi
- Musique : Coriolano Gori
- Production : Carlo Infascelli
- Maison de production :Aron film
- Genre : Film musical
- Durée : 92 min
- Pays de production :  Italie
- Sortie : 1960[3]

## Distribution
- Delia Scala
- Paolo Panelli
- Teddy Reno
- Enrico Viarisio
- Arturo Bragaglia
- Eduardo Passarelli
- Mario Carotenuto
- Tony Dallara
- Mina